# Paracycling-Bahnweltmeisterschaften 2011

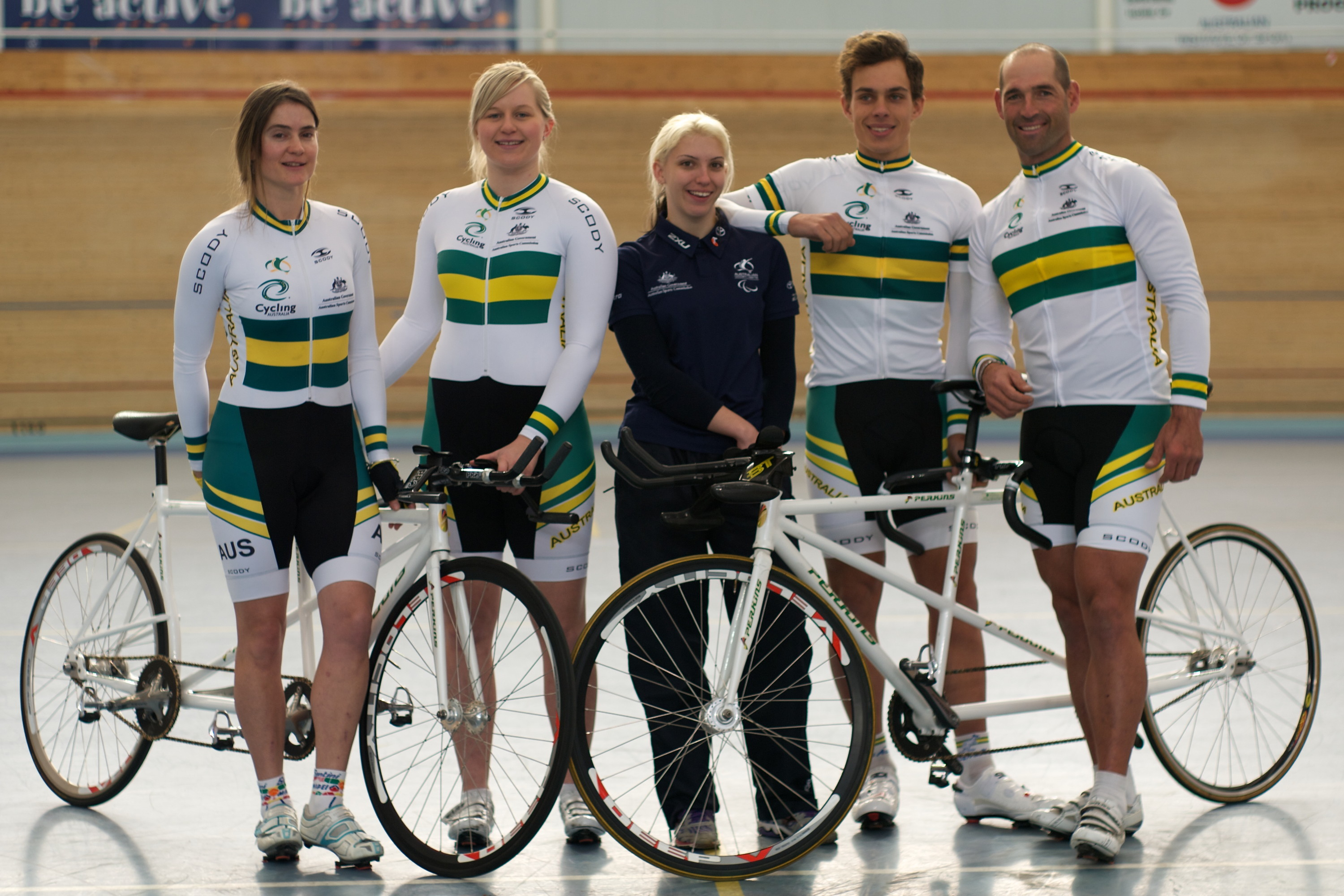
Mitglieder der australischen Mannschaft (v. l. n. r.): Felicity Johnson, Stephanie Morton, Jayme Paris, Scott McPhee und Kieran Modra

Die Paracycling-Bahnweltmeisterschaften 2011 fanden vom 11. bis 13. März 2011 im Velodromo Fassa Bortolo im italienischen Montichiari statt.

## Resultate

### Sprint Klasse B
| Männer – B |                               |              |                       |
| #          | Fahrer/Pilot                  | Nationalität | Zeit                  |
|            | Neil Fachie/ Craig MacLean    | GBR          | 10,892 (2) 10,875 (3) |
|            | Anthony Kappes/ Barney Storey | GBR          | 10,821 (1)            |
|            | Rinne Oost/ Patrick Bos       | NED          | 11,362 (1) 11,046 (2) |

### Mixed Team Sprint M/W C1-5
| WM C1–5 (750 m) |                                        |              |             |
| #               | Fahrerin/Pilotin                       | Nationalität | Zeit        |
|                 | Terry Byrne/Jody Cundy/Darren Kenny    | GBR          | 49,540 (WR) |
|                 | Ji Xiaofei/Zhang Lu/Zheng Yuanchao     | CHN          | 51,771      |
|                 | Jiří Bouška/Jiří Ježek/Tomáš Kvasnicka | CZE          | 52,290      |

### Zeitfahren Klasse B
| Frauen – WB (1000 m) |                                    |              |          |
| #                    | Fahrerin/Pilotin                   | Nationalität | Zeit     |
|                      | Felicity Johnson/ Stephanie Morton | AUS          | 1:09,393 |
|                      | Aileen McGlynn/ Helen Scott        | GBR          | 1:09,474 |
|                      | Jayne Parsons/ Sonia Waddell       | NZL          | 1:11,835 |

| Männer – MB (1000 m) |                                             |              |          |
| #                    | Fahrer/Pilot                                | Nationalität | Zeit     |
|                      | Neil Fachie/ Craig MacLean                  | GBR          | 1:02,659 |
|                      | Anthony Kappes/ Barney Storey               | GBR          | 1:02,681 |
|                      | José Enrique Porto/ José Antonio Villanueva | ESP          | 1:04,350 |

### Verfolgung Klasse B
| Frauen – WB (3000 m) |                                  |              |          |
| #                    | Fahrerin/Pilotin                 | Nationalität | Zeit     |
|                      | Jayne Parsons/ Sonia Waddell     | NZL          | 3:39,376 |
|                      | Laura Turnham/ Fiona Duncan      | GBR          | 3:41,450 |
|                      | Catherine Walsh/ Francine Meehan | IRL          | 3:42.730 |

| Männer – MB (4000 m) |                                           |              |          |
| #                    | Fahrer/Pilot                              | Nationalität | Zeit     |
|                      | Kieran Modra/ Scott McPhee                | AUS          | 4:21,327 |
|                      | Miguel Angel Clemente/ Diego Javier Munoz | ESP          | 4:28,807 |
|                      | Bryce Lindores/ Sean Finning              | AUS          | 4:26,516 |

### Zeitfahren Klasse C
| #                    | Fahrerin         | Nationalität | Zeit   |
| -------------------- | ---------------- | ------------ | ------ |
| Frauen – WC1 (500 m) |                  |              |        |
|                      | Jayme Paris      | AUS          | 47,236 |
| Frauen – WC2 (500 m) |                  |              |        |
|                      | Tang Qi          | CHN          | 45,373 |
|                      | Sun Bianbian     | CHN          | 45,412 |
|                      | Allison Jones    | USA          | 46,276 |
| Frauen – WC4 (500 m) |                  |              |        |
|                      | Ruan Jianping    | CHN          | 39,359 |
|                      | Susan Powell     | AUS          | 41,347 |
|                      | Ye Yaping        | CHN          | 41,922 |
| Frauen – WC5 (500 m) |                  |              |        |
|                      | Sarah Storey     | GBR          | 37,733 |
|                      | Zhou Jufang      | CHN          | 38,506 |
|                      | Jennifer Schuble | USA          | 38,615 |

| #                     | Fahrer                 | Nationalität | Zeit          |
| --------------------- | ---------------------- | ------------ | ------------- |
| Männer – MC1 (1000 m) |                        |              |               |
|                       | Rodrigo Fernando Lopez | ARG          | 1:19,991 (WR) |
|                       | Jaco Nel               | RSA          | 1:20,558      |
|                       | Jaye Milley            | CAN          | 1:23,275      |
| Männer – MC2 (1000 m) |                        |              |               |
|                       | Liang Guihua           | CHN          | 1:16,497 (WR) |
|                       | Andrew Panazzolo       | AUS          | 1:18,048      |
|                       | Tobias Graf            | GER          | 1:18,640      |
| Männer – MC3 (1000 m) |                        |              |               |
|                       | Darren Kenny           | GBR          | 1:11,293      |
|                       | David Nicholas         | GBR          | 1:11,733      |
|                       | Amador Granados        | ESP          | 1:12,985      |
| Männer – MC4 (1000 m) |                        |              |               |
|                       | Jody Cundy             | GBR          | 1:05,144 (WR) |
|                       | Terry Byrne            | GBR          | 1:07,694      |
|                       | Jiří Bouška            | CZE          | 1:09,601      |
| Männer – MC5 (500 m)  |                        |              |               |
|                       | Jon-Allan Butterworth  | GBR          | 1:07,615 (WR) |
|                       | Vincent Juarez         | USA          | 1:08,872      |
|                       | Pablo Jaramillo        | ESP          | 1:09,108      |

### Verfolgung Klasse C
| #                     | Fahrerin            | Nationalität | Zeit      |
| --------------------- | ------------------- | ------------ | --------- |
| Frauen – WC1 (3000 m) |                     |              |           |
|                       | Jayme Paris         | AUS          | 4:56,746  |
| Frauen – WC2 (3000 m) |                     |              |           |
|                       | Allison Jones       | USA          | 4:27,155  |
|                       | Raquel Acinas       | ESP          | 4:37,108  |
|                       | Tang Qi             | CHN          |           |
| Frauen – WC4 (3000 m) |                     |              |           |
|                       | Susan Powell        | AUS          | 4:09,367  |
|                       | Marie-Claude Molnar | CAN          | eingeholt |
|                       | Alexandra Green     | AUS          |           |
| Frauen – WC5 (3000 m) |                     |              |           |
|                       | Sarah Storey        | GBR          |           |
|                       | Greta Neimanas      | USA          | eingeholt |
|                       | Jennifer Schuble    | USA          | 4:03,255  |

| #                     | Fahrer                 | Nationalität | Zeit     |
| --------------------- | ---------------------- | ------------ | -------- |
| Männer – MC1 (3000 m) |                        |              |          |
|                       | Juan José Mendez       | ESP          | 4:11,737 |
|                       | Jaco Nel               | RSA          | 4:15,880 |
|                       | Rodrigo Fernando Lopez | ARG          | ?        |
| Männer – MC2 (3000 m) |                        |              |          |
|                       | Liang Guihua           | CHN          | 3:51,514 |
|                       | Fabrizio Macchi        | ITA          | 3:58,915 |
|                       | Michal Stark           | CZE          | 3:57,968 |
| Männer – MC3 (3000 m) |                        |              |          |
|                       | Darren Kenny           | GBR          | 3:43,156 |
|                       | Shaun McKeown          | GBR          | 3:46,769 |
|                       | Richard Waddon         | GBR          | 3:49,559 |
| Männer – MC4 (4000 m) |                        |              |          |
|                       | Jiří Ježek             | CZE          | 4:44,708 |
|                       | Jody Cundy             | GBR          | 4:51,919 |
|                       | Carol Eduard Novak     | ROU          |          |
| Männer – MC5 (4000 m) |                        |              |          |
|                       | Michael Gallagher      | AUS          | 4:41,423 |
|                       | Liu Xinhang            | CHN          | 4:44,060 |
|                       | Jehor Dementjew        | UKR          | 4:45;833 |

## Leistungsklassen
- Cycling (Rennrad): C1 – C5, wobei C1 die höchste körperliche Beeinträchtigung bezeichnet
- Tandem für Sehbehinderte, die mit einem Piloten ohne Sehbehinderung fahren: B

Bei Frauen und Männern wird jeweils ein „W“ beziehungsweise ein „M“ vor die Bezeichnung der Klassifikation gesetzt.